# فیلارته

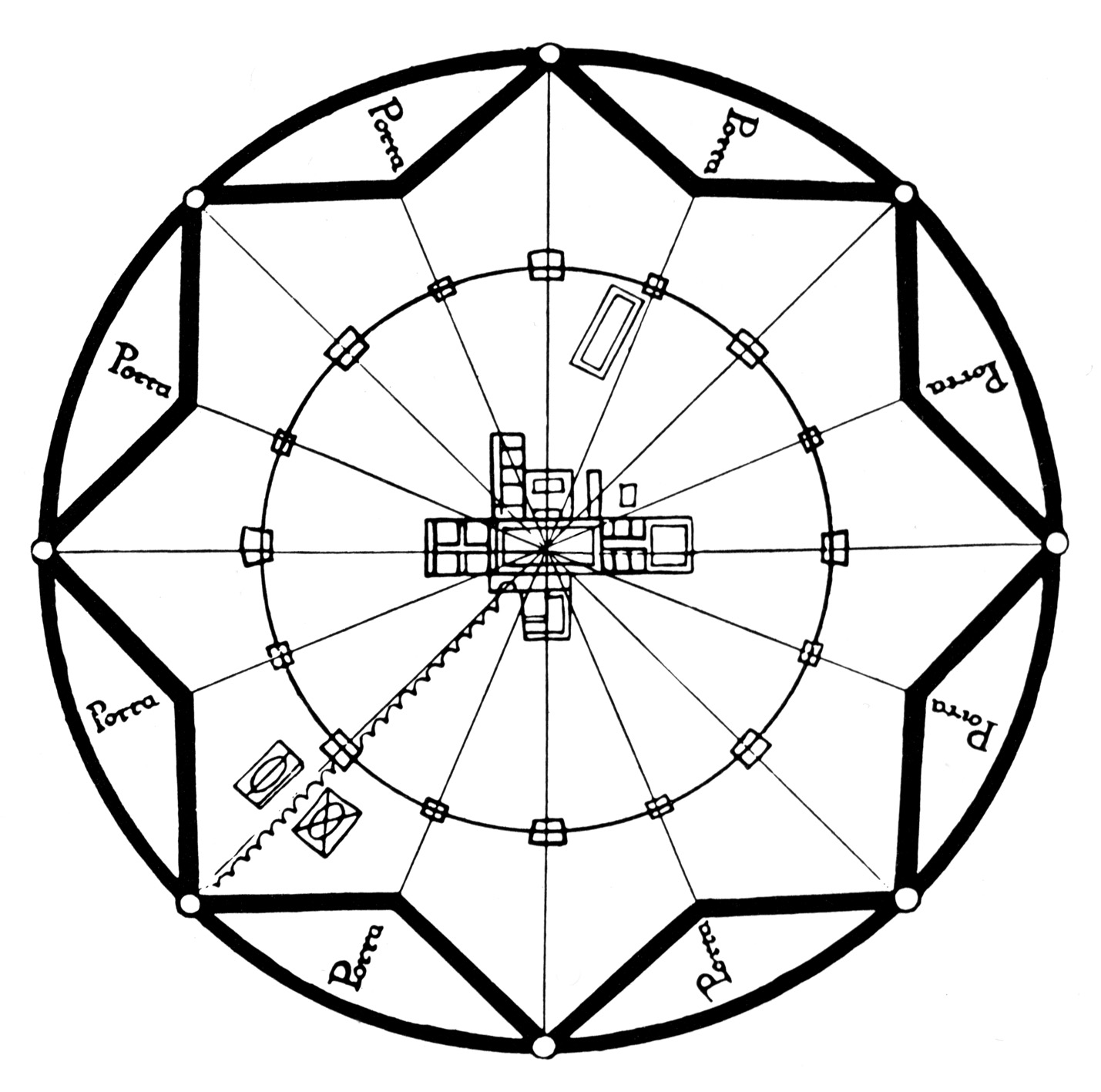
نقشه شهر سفرزیندا که به شکل ستاره 8 پر است .2 مربع به طور مورب روی یکدیگر قرار گرفته و در دایره ای محاط شده‌اند. این شکل تصویر مشهور (ویترویوس) از بدن انسان به یاد می اورد ، تصویری که در بساط فکری دوره رنسانس نقش بزرگی داشت.

## زندگی‌نامه
آنتونیو د پیترو اورلینو در سال ۱۴۰۰ در فلورانس به دنیا آمد. جایی که او را به عنوان یک صنعتگر می‌شناختند. تحقیقات نشان می‌دهد که او در فلورانس یک نقاش، معمار و زندگی نامه نویس بوده‌است، که زندگی‌نامه لورنتسو گیبرتی را نوشته است، کسی که به او شهرت فیلارته به معنی دوستدار فضیلت در میانه قرن پانزدهم داده است.
فیلارته بعد از دزدیدن سر مجسمه جان تعمید دهندهٔ مسیحی، از رم اخراج شد و به سمت ونیز و پس از آن میلان رفت. او در آنجا به عنوان مهندس حکومت دوک و بعد از آن به عنوان مدیر پروژه‌های مختلف معماری تا پانزده سال مشغول بکار بود.

### فعالیت‌ها

#### درب‌های برنزه کلیسای قدیم مسیحیان
کمیته اعانه دهنده که توسط پاپ پنجم اداره می‌شد با همکاری فیلارته در طول دوازده سال درهای برنزی کلیسای قدیم مسیحیان رم Peter`s Basilica را بازسازی کرد که در سال ۱۴۴۵ تکمیل شد، اگر چه درب‌ها در طول دوره رنسانس ساخته شد.
این درب‌ها به صورت مجزا توانایی معماری رم شرقی و معماری قرون وسطی را به تصویر می‌کشید.
بعضی از منتقدان نوشته‌اند که این درب‌ها پیشکشی خود فیلارته بوده‌است، که ادعا داشت این درب‌ها نشان دهنده تفکر پیچیده و کاملاً مهیج و نه آنچنان کلاسیک قرون وسطی می‌باشد.

### فعالیت‌های معماری
در میلان فیلارته Ospedale Maggiore را ساخت، که روی هم رفته شامل طرح‌های معقولانهٔ صلیبی شکل در میدان و طرح‌های مرکزی بیمارستان کلیسا در مرکز بود.
قسمتی از بخش‌های باقی‌مانده از بخش اعظم ساختمان بازسازی شده، نشان دهنده جزئیات سبک گوتیک، از سنتهای هنری در قرن چهاردهم در میلان می‌باشد که با کلیت طرح‌های عجیب و غریب فیلارته بعد از دوران باستان مغایر است.(1963 Murray).
فیلارته همچنین در قلعه‌های Sforzesco و کلیسای جامع میلان نیز کارهایی انجام داده است.

#### رساله فیلارته در معماری و ایده‌های شهرسازی درSforzesco
فلاریته رساله مهم معماری خود را در حدود سال ۱۴۶۹ کامل کرد که در آن اشاره‌ای به کتاب جامع معماری خود داشته‌است. بعدها او اشاره‌ای به نام این مقاله نداشته‌است اما اکنون آن را به عنوان یک رساله می‌شناسند.
رساله او که شامل ۲۵ بخش ارزشمند است با چرخش بادهای موافق در نسخ خطی در طول دورهٔ رنسانس مورد توجه و ماندگار شده‌است.
مشهورترین و بهترین نسخه باقی‌مانده از رساله نسخه مشهور Codex magliabechiano است که اکنون در موزه نگهداری می‌شود.
در حقیقت نسخه نام برده شده شامل طرحی روشن جهت شهر بزرگ میلان است. این کتاب که در آن اجزاء تکنیکی یک آرمان شهر به تصویر کشیده شده‌است، یکی از مدل‌های نمونه کلاسیک رم است.

### ویژگی‌های کاری فیلارته
فیلارته یکی از بیشمار شخصیت‌های مطرحی است که طرح‌های او در نسخ خطی موجود است.
این نظریه پرداز یکی از مدعیان پیوند بین نقاشی معماری در VMS است و در دیگر کارهایش در طول قرن پانزدهم علومی که در آن‌ها تبحر داشته‌است به خوبی مشهود می‌باشد.